# Niederzeuzheim
Niederzeuzheim ist einer der sechs Stadtteile von Hadamar im mittelhessischen Landkreis Limburg-Weilburg.

## Geographische Lage
Der Ort liegt im Nordwesten des Limburger Beckens, am Südrand des Westerwaldes, naturräumlich im Elz-Hadamarer Beckenrand, rund neun Kilometer nördlich der Kreisstadt Limburg an der Lahn. Am östlichen Ortsrand fließt der Elbbach nach Süden. Zwischen Ortskern und Elbbach verläuft außerdem die Bahnstrecke Limburg–Altenkirchen, die einen Bahnhof in Niederzeuzheim hat. Am westlichen Ortsrand verläuft der aus Nordwesten kommende Salzbach, der an der Südspitze des Dorfes die Bahnstrecke unterquert und in den Elbbach mündet. Die bebaute Ortslage befindet sich auf einem in Nordwest-Südost-Richtung verlaufenden Buckel zwischen den beiden Bachläufen.
An die grob dreieckige Gemarkung mit Spitze nach Norden schließt sich im Nordwesten der Dornburger Ortsteil Thalheim, im Osten der Hadamarer Stadtteil Oberzeuzheim und im Süden die Kernstadt Hadamars an. Im Westen grenzt Niederzeuzheim an die Ortsgemeinden Hundsangen und Molsberg und damit an die Landesgrenze nach Rheinland-Pfalz. Der niedrigste Punkt der Gemarkung liegt im Elbbachtal bei rund 140 Metern. Rund um die beiden deutlich eingeschnittenen Bachniederungen steigt das Gelände an, insbesondere nach Westen, wo mit 223 Metern der höchste Punkt liegt, und nach Norden.
Den größten Teil der Gemarkung nimmt landwirtschaftliche Fläche (460 Hektar) ein, während sich im Norden und Westen Mischwald befindet. Die forstwirtschaftlich genutzte Fläche umfasst 172 Hektar. Ein erheblicher Teil der Gemarkung wird von den Bachauen und zahlreichen Fischzuchtteichen am östlichen Ortsrand eingenommen.

## Geschichte

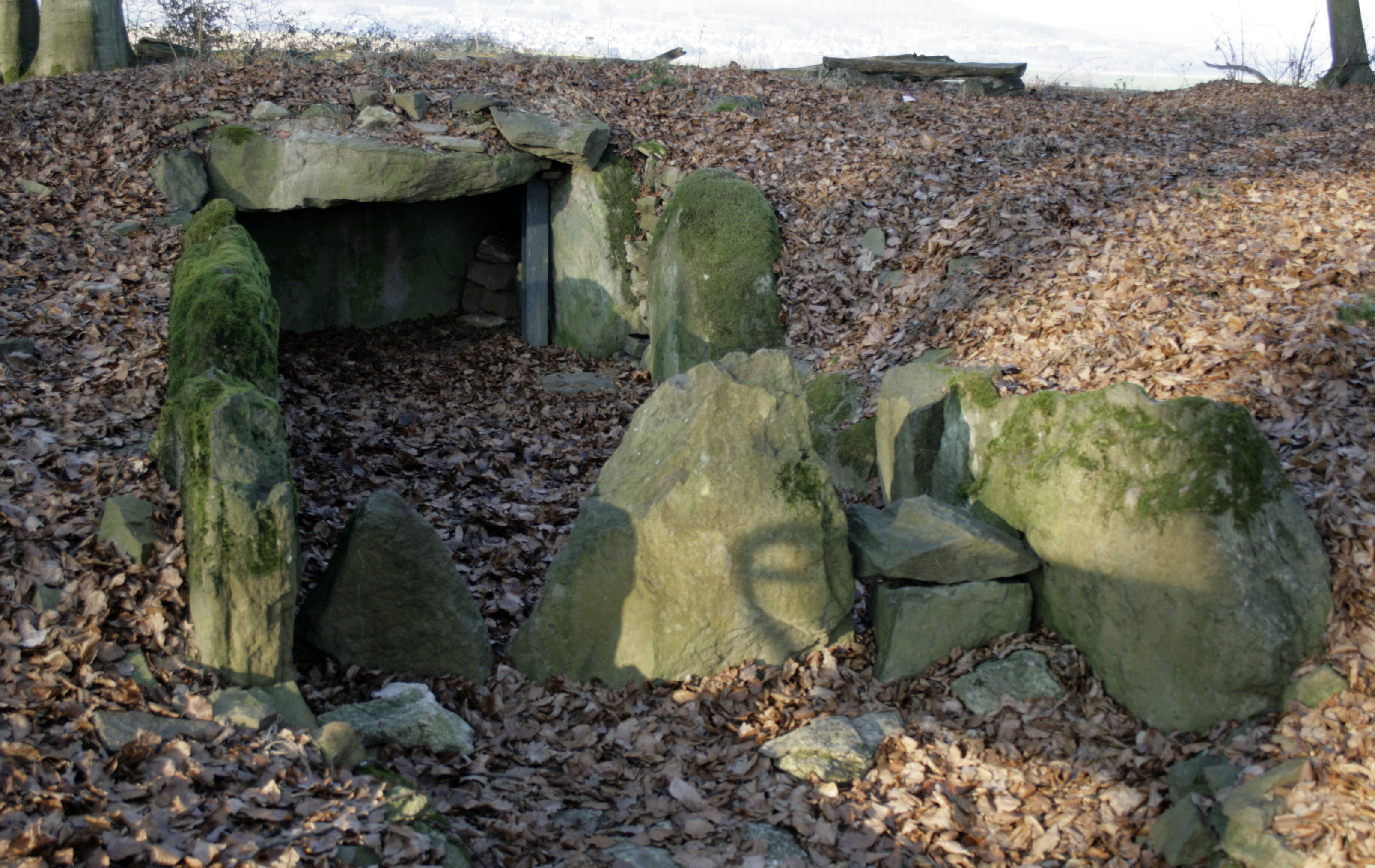
Galeriegrab im Niederzeuzheimer Wald

### Ortsgeschichte
In der Niederzeuzheimer Gemarkung findet sich ein Galeriegrab aus dem dritten Jahrtausend vor Christus (Wartbergkultur, 3000–2800 v. Chr.), umgangssprachlich und auf Wegweisern auch Steinkistengrab genannt. Aufgrund der Namensendung -heim wird Niederzeuzheim, wie mehrere Orte in der Umgebung, als fränkische Gründungen von vor dem 6. Jahrhundert n. Chr. angesprochen. Jedoch ist diese Datierung keineswegs gesichert.
Um das Jahr 780 wurde der Ort als Zubetsheim das erste Mal urkundlich erwähnt. Damals verschenkte der adelige Rimistein beim Eintritt in das Kloster Fulda Besitztümer im Ort. Eine erste Kirche wurde vermutlich im 9. Jahrhundert errichtet. Das Petrus-Patrozinium deutet allerdings auf eine Verbindung zum Erzbistum Trier hin, was eine Gründung bereits im 7. oder 8. Jahrhundert möglich erscheinen lässt. Ohne Zweifel war die Kirche dem Archidiakonat Dietkirchen zugeordnet.
Der Ort Ubitisheim (Niederzeuzheim) gehörte zunächst Eberhard, einem Bruder König Konrads. Eberhard hatte den Ort durch Tausch von einem Volcnand erworben. Bei einem Aufstand gegen König Otto I. wurde Eberhard 939 getötet. Niederzeuzheim fiel nun an König Otto, der den Ort mit allen Höfen und Feldern am 20. April 940 dem Georgsstift in Limburg zum Unterhalt der dortigen Kleriker schenkte.
Im Jahr 1195 ist der erste Pfarrer belegt. Zu diesem Zeitpunkt war die Kirche bereits Sitz eines Kirchspiels, zu dem Oberzeuzheim, Hangenmeilingen, Heuchelheim, Thalheim und von 1195 bis 1320 auch Hadamar gehörten. 1726 wurde die baufällig gewordene Kirche abgerissen. Die heutige Pfarrkirche St. Peter wurde auf den Fundamenten des Vorgängerbaus errichtet, wobei ein romanischer Turm einbezogen wurde. 1737 wurde die Kirche geweiht. Die Innenausstattung ist von Altären des „Hadamarer Barock“ geprägt. 1447 wurde die Marienglocke als erste Glocke angeschafft. Sie ist heute noch vorhanden. 1537 erfolgte die Reformation nach lutherischer, 1575 ein Wechsel zur reformierten Konfession und 1630 die Rückkehr zum Katholizismus. Für 1587 ist erstmals Schulunterricht durch den Pfarrer belegt, 1590 ein Lehrer. 1838 wurde ein neues Schulhaus eingeweiht.
Einige Jahrzehnte älter als die Pfarrkirche ist die ebenfalls barock ausgestaltete Kreuzkapelle an der Landstraße in Richtung Frickhofen, wo eine Kreuzreliquie verehrt wird.
Für das Jahr 1319 sind ein Schultheiß und ein Hubengericht im Ort nachgewiesen. Die ehemalige Zehntscheune dient heute als Pfarrheim. Der Ortskern ist von Fachwerkhäusern aus den Zeiten zwischen 1500 und 1800 geprägt. An den beiden Bächen wurden rund um Niederzeuzheim zahlreiche Mühlen errichtet. Am 1. Oktober 1886 bekam der Ort einen Bahnanschluss, 1901 die erste Wasserleitung und 1934 eine steinerne Brücke über den Salzbach. Im Ersten Weltkrieg fielen 31 von 250 eingezogenen Niederzeuzheimern.
Im Jahr 1990 wurde im ehemaligen Rathaus ein Dorfmuseum eingerichtet, 1998 ein großes Neubaugebiet eingerichtet und 2000 Niederzeuzheim ins Dorferneuerungsprogramm aufgenommen, in dessen Verlauf mehr als drei Millionen Euro in Dorfbild und Infrastruktur investiert wurden.

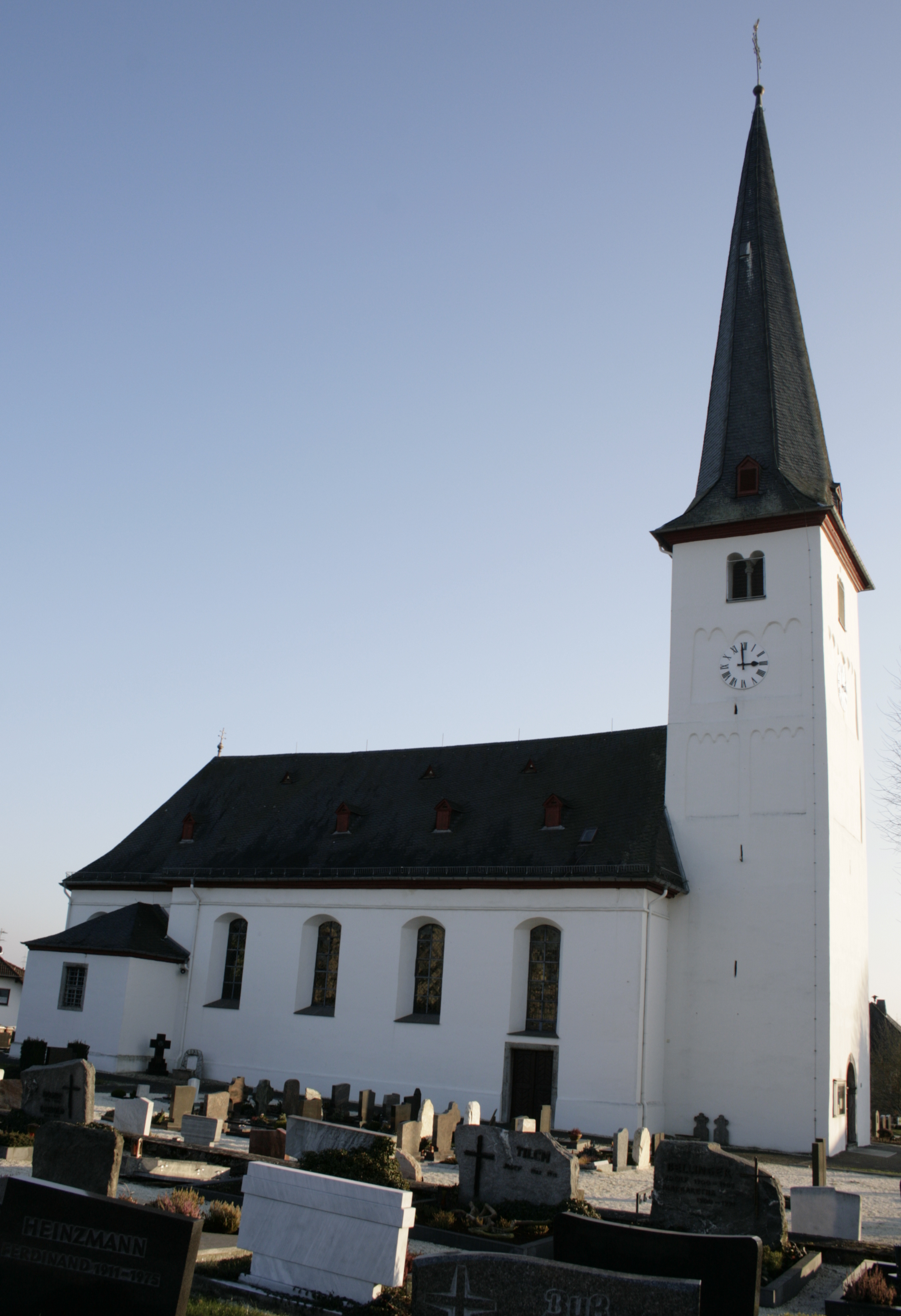
Pfarrkirche St. Peter
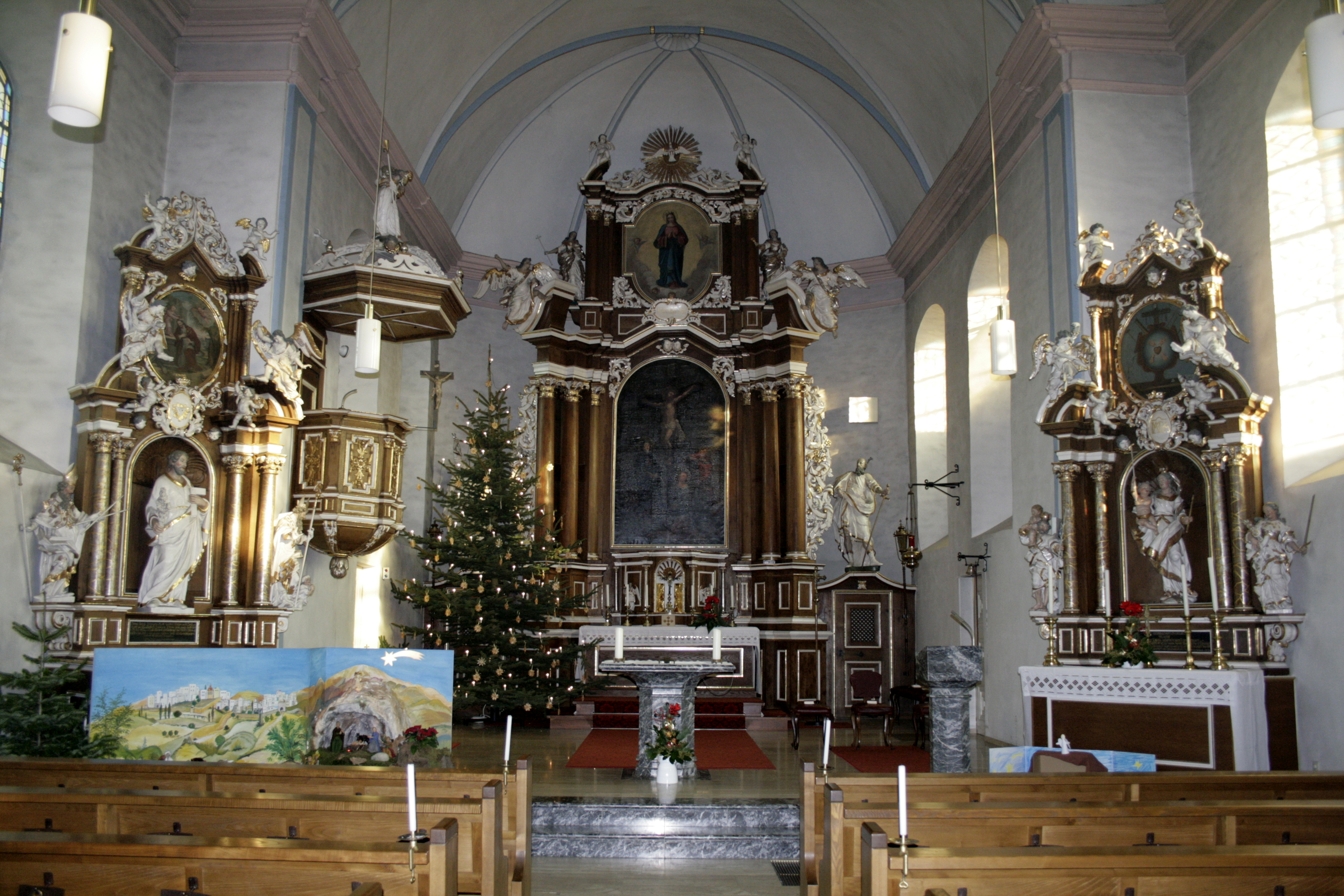
Altarraum der Kirche
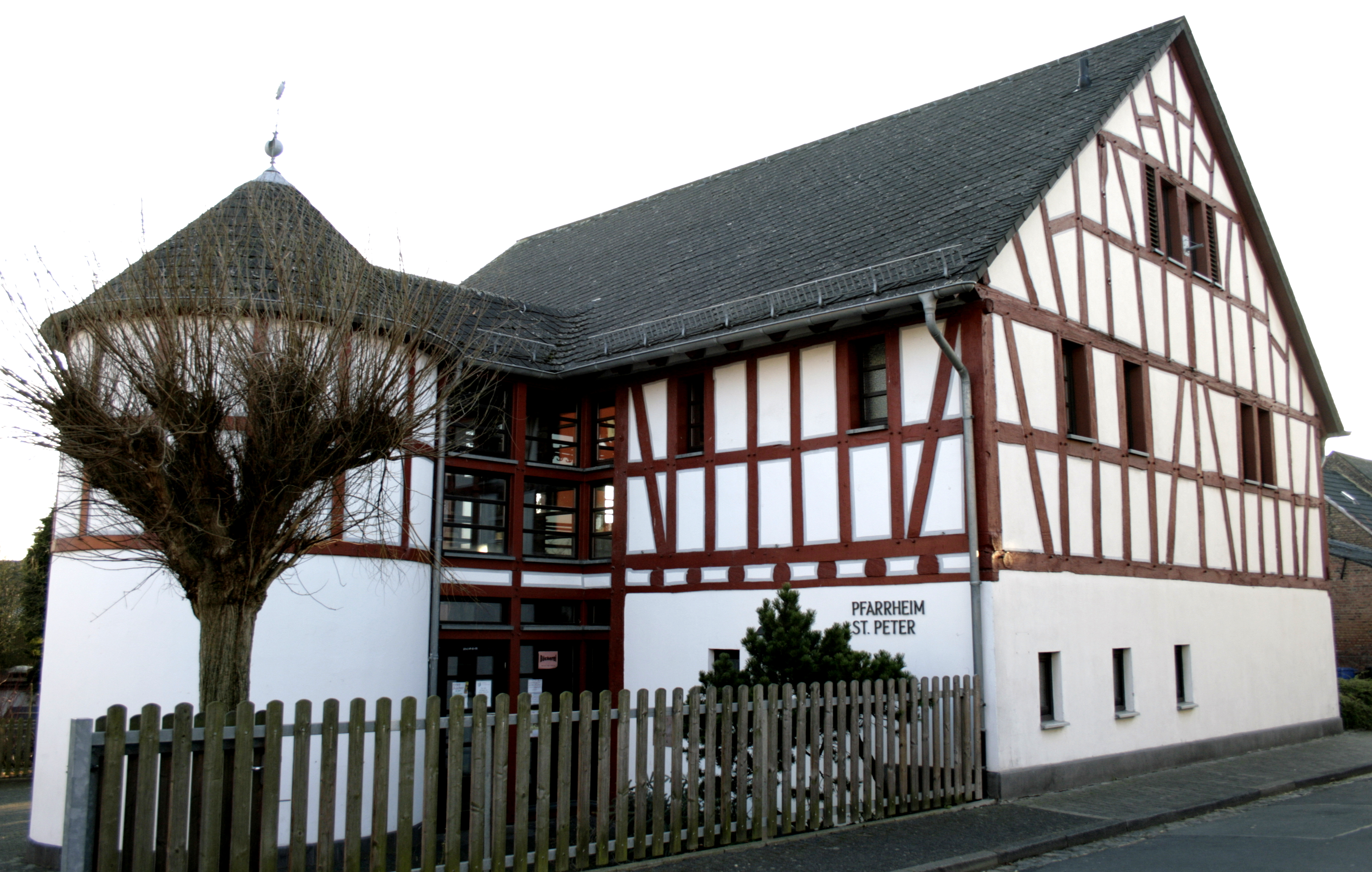
Pfarrheim, ehemals Zehntscheune
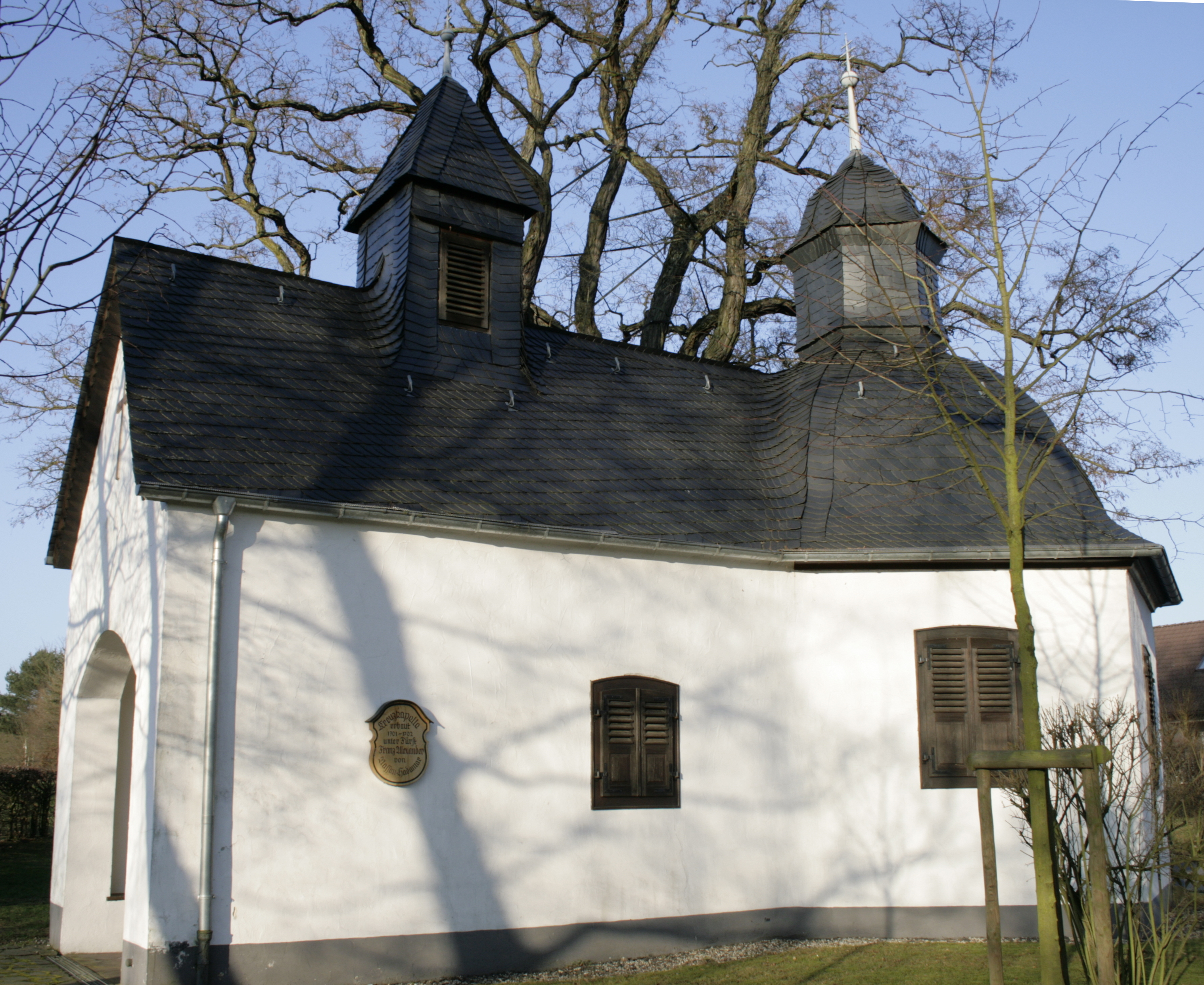
Kreuzkapelle
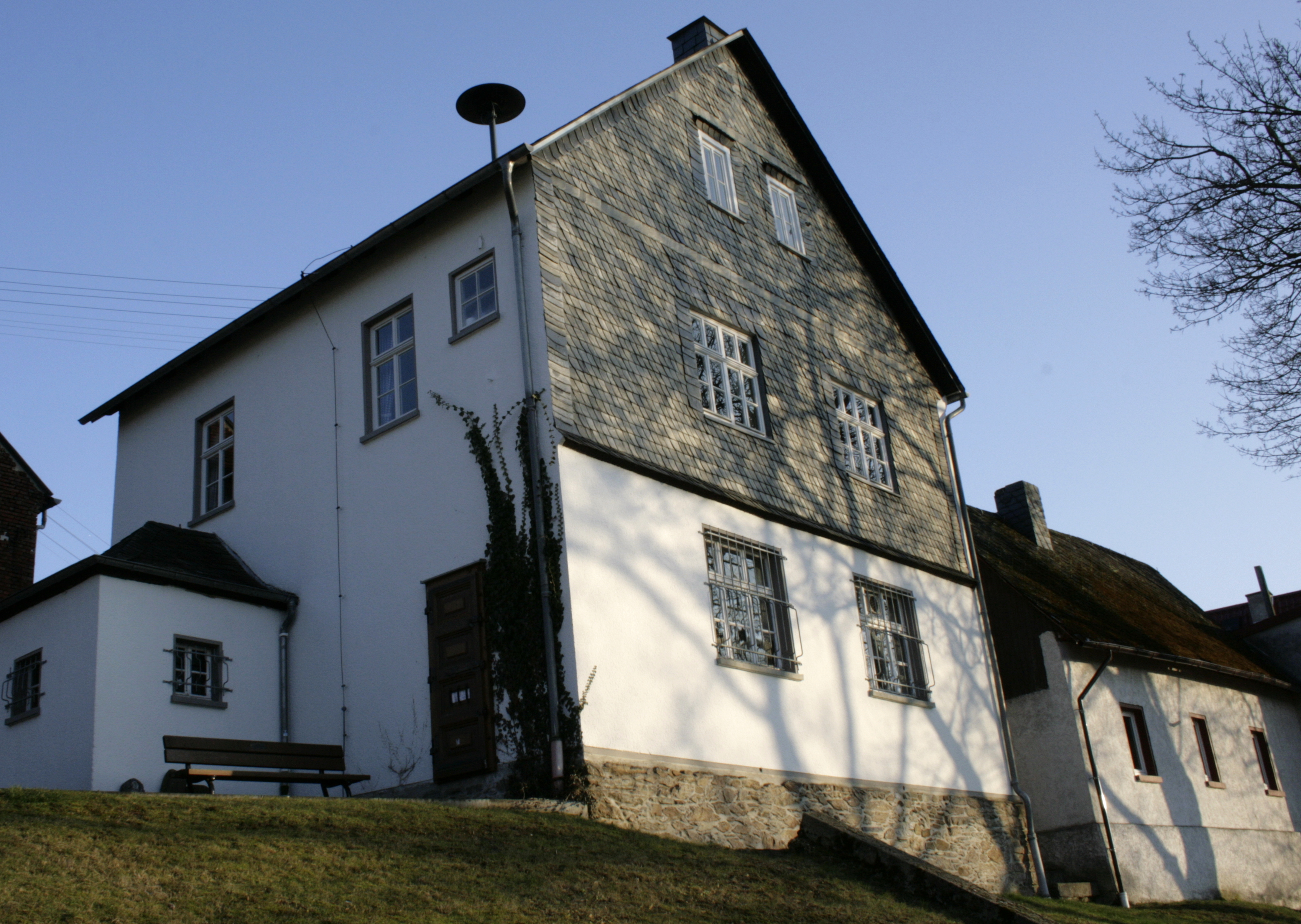
Dorfmuseum

Hessische Gebietsreform (1970–1977)
Zum 31. Dezember 1971 wurde im Zuge der Gebietsreform in Hessen die bis dahin selbständige Gemeinde Niederzeuzheim in die neugebildete Stadt Hadamar eingegliedert. Die ehemalig selbständigen Gemeinden Hadamar, Niederweyer, Niederzeuzheim, Oberweyer, Oberzeuzheim und Steinbach bildeten die neue Stadtgemeinde Hadamar. Sitz der Gemeindeverwaltung wurde Hadamar.
Für diese ehemaligen Gemeinden wurde je ein Ortsbezirk mit Ortsbeirat gebildet.
Nach einem Propangas-Austritt im Februar 2024 bei einem Chemie-Unternehmen mussten rund 700 Bewohner vorsorglich ihre Wohnungen für fünf Tage verlassen.

### Verwaltungsgeschichte im Überblick
Die folgende Liste zeigt die Staaten und Verwaltungseinheiten, denen Niederzeuzheim angehört(e):
- Früh- und Hochmittelalter: Niederlahngau
- vor 1711:  Heiliges Römisches Reich, Fürstentum Nassau-Hadamar, Amt Hadamar
- 1717–1743: Heiliges Römisches Reich, Fürstentum Nassau-Dillenburg, Amt Hadamar
- 1743–1806: Heiliges Römisches Reich, Grafen von Nassau-Diez als Teil des Fürstentums Nassau-Oranien, Amt Hadamar
- 1806–1813: Großherzogtum Berg, Département Sieg,[Anm. 2] Arrondissement Dillenburg, Kanton Hadamar
- 1813–1815: Fürstentum Nassau-Oranien, Amt Hadamar
- ab 1816: Herzogtum Nassau,[Anm. 3] Amt Hadamar
- ab 1849: Herzogtum Nassau, Kreisamt Hadamar[Anm. 4]
- ab 1854: Herzogtum Nassau, Amt Hadamar
- ab 1867: Norddeutscher Bund[Anm. 5], Königreich Preußen,[Anm. 6] Provinz Hessen-Nassau, Regierungsbezirk Wiesbaden, Oberlahnkreis[Anm. 7]
- ab 1871: Deutsches Reich, Königreich Preußen, Provinz Hessen-Nassau, Regierungsbezirk Wiesbaden, Oberlahnkreis
- ab 1886: Deutsches Reich, Königreich Preußen, Provinz Hessen-Nassau, Regierungsbezirk Wiesbaden, Kreis Limburg
- ab 1918: Deutsches Reich (Weimarer Republik), Freistaat Preußen, Provinz Hessen-Nassau, Regierungsbezirk Wiesbaden, Kreis Limburg
- ab 1944: Deutsches Reich, Freistaat Preußen, Provinz Nassau, Landkreis Limburg
- ab 1945: Amerikanische Besatzungszone,[Anm. 8] Groß-Hessen, Regierungsbezirk Wiesbaden, Landkreis Limburg
- ab 1946: Amerikanische Besatzungszone, Land Hessen, Regierungsbezirk Wiesbaden, Landkreis Limburg
- ab 1949: Bundesrepublik Deutschland, Land Hessen, Regierungsbezirk Wiesbaden, Landkreis Limburg
- ab 1968: Bundesrepublik Deutschland, Land Hessen, Regierungsbezirk Darmstadt, Landkreis Limburg
- ab 1972: Bundesrepublik Deutschland, Land Hessen, Regierungsbezirk Darmstadt, Landkreis Limburg, Stadt Hadamar[Anm. 9]
- ab 1974: Bundesrepublik Deutschland, Land Hessen, Regierungsbezirk Darmstadt, Landkreis Limburg-Weilburg, Stadt Hadamar
- ab 1981: Bundesrepublik Deutschland, Land Hessen, Regierungsbezirk Gießen, Landkreis Limburg-Weilburg, Stadt Hadamar

## Bevölkerung
Einwohnerentwicklung
1773 hatte Niederzeuzheim 546 Einwohner und nach dem Zuzug zahlreicher Heimatvertriebener 1950: 1272 und 1970: 1462 Einwohner.
| Niederzeuzheim: Einwohnerzahlen von 1834 bis 2019 | Niederzeuzheim: Einwohnerzahlen von 1834 bis 2019 | Niederzeuzheim: Einwohnerzahlen von 1834 bis 2019 | Niederzeuzheim: Einwohnerzahlen von 1834 bis 2019 | Niederzeuzheim: Einwohnerzahlen von 1834 bis 2019 |
| --- | ------------------------------------------------- | ------------------------------------------------- | ------------------------------------------------- | ------------------------------------------------- |
| Jahr |                                                   |                                                   |                                                   | Einwohner                                         |
| 1834 | 1834                                              |                                                   | 811                                               | 811                                               |
| 1840 | 1840                                              |                                                   | 853                                               | 853                                               |
| 1846 | 1846                                              |                                                   | 892                                               | 892                                               |
| 1852 | 1852                                              |                                                   | 921                                               | 921                                               |
| 1858 | 1858                                              |                                                   | 883                                               | 883                                               |
| 1864 | 1864                                              |                                                   | 934                                               | 934                                               |
| 1871 | 1871                                              |                                                   | 863                                               | 863                                               |
| 1875 | 1875                                              |                                                   | 901                                               | 901                                               |
| 1885 | 1885                                              |                                                   | 905                                               | 905                                               |
| 1895 | 1895                                              |                                                   | 815                                               | 815                                               |
| 1905 | 1905                                              |                                                   | 849                                               | 849                                               |
| 1910 | 1910                                              |                                                   | 877                                               | 877                                               |
| 1925 | 1925                                              |                                                   | 936                                               | 936                                               |
| 1939 | 1939                                              |                                                   | 877                                               | 877                                               |
| 1946 | 1946                                              |                                                   | 1.254                                             | 1.254                                             |
| 1950 | 1950                                              |                                                   | 1.272                                             | 1.272                                             |
| 1956 | 1956                                              |                                                   | 1.223                                             | 1.223                                             |
| 1961 | 1961                                              |                                                   | 1.279                                             | 1.279                                             |
| 1967 | 1967                                              |                                                   | 1.344                                             | 1.344                                             |
| 1970 | 1970                                              |                                                   | 1.462                                             | 1.462                                             |
| 1980 | 1980                                              |                                                   | ?                                                 | ?                                                 |
| 1990 | 1990                                              |                                                   | ?                                                 | ?                                                 |
| 2000 | 2000                                              |                                                   | ?                                                 | ?                                                 |
| 2011 | 2011                                              |                                                   | 1.446                                             | 1.446                                             |
| 2019 | 2019                                              |                                                   | 1.514                                             | 1.514                                             |
| Datenquelle: Historisches Gemeindeverzeichnis für Hessen: Die Bevölkerung der Gemeinden 1834 bis 1967. Wiesbaden: Hessisches Statistisches Landesamt, 1968. Weitere Quellen: LAGIS; Gemeinde Hadamar; Zensus 2011 |                                                   |                                                   |                                                   |                                                   |

Einwohnerstruktur 2011
Nach den Erhebungen des Zensus 2011 lebten am Stichtag, dem 9. Mai 2011, in Niederzeuzheim 1445 Einwohner. Darunter waren 75 (5,2 %) Ausländer.
Nach dem Lebensalter waren 261 Einwohner unter 18 Jahren, 624 zwischen 18 und 49, 282 zwischen 50 und 64 und 276 Einwohner waren älter.
Die Einwohner lebten in 621 Haushalten. Davon waren 195 Singlehaushalte, 159 Paare ohne Kinder und 204 Paare mit Kindern, sowie 45 Alleinerziehende und 18 Wohngemeinschaften. In 135 Haushalten lebten ausschließlich Senioren und in 420 Haushaltungen lebten keine Senioren.
Historische Religionszugehörigkeit
| • 1885: | 08 evangelische (= 0,88 %), 897 katholische (= 99,12 %) Einwohner  |
| • 1961: | 64 evangelische (= 5,00 %), 1207 katholische (= 94,37 %) Einwohner |

## Politik
Für den Stadtteil Niederzeuzheim besteht ein Ortsbezirk (Gebiete der ehemaligen Gemeinde Niederzeuzheim) mit Ortsbeirat und Ortsvorsteher nach der Hessischen Gemeindeordnung.
Der Ortsbeirat Niederzeuzheim besteht aus fünf Mitgliedern. Bei den Kommunalwahlen in Hessen 2021 betrug die Wahlbeteiligung zum Ortsbeirat 52,70 %. Dabei wurden gewählt: ein Mitglied der SPD, zwei Mitglieder der CDU, ein Mitglied des Bündnis 90/Die Grünen und ein Mitglied der „Freien Wählergemeinschaft Hadamar“ (FWG). Der Ortsbeirat wählte Ewald Schlitt (CDU) zum Ortsvorsteher.

## Kultur und Sehenswürdigkeiten

### Kulturdenkmäler
siehe Hauptartikel Denkmalgeschützte Gebäude in Niederzeuzheim

### Vereine
Ältester Verein des Dorfs ist der 1850 gegründete Männergesangverein „Liederkranz“. Darüber hinaus gibt es einen Brieftaubenzuchtverein, die Chorvereinigung „Cäcilia“, einen Förderverein für die Kreuzkapelle, die Freiwillige Feuerwehr (gegründet 1921, seit 1. Januar 1970 mit Jugendfeuerwehr und seit 4. April 2009 mit Kinderfeuerwehr), einen Historischen Verein, eine Katholische Frauengemeinschaft, einen Reit- und Fahrverein, einen Tischtennisclub, die Turn- und Sportgemeinde, den Musikverein „Musikfreunde Westerwald“, einen VdK-Ortsverband und einen Verkehrs- und Verschönerungsverein. Die Freiwillige Feuerwehr Niederzeuzheim wurde im Februar 2009 vom Hessischen Ministerium des Innern und für Sport als Feuerwehr des Monats ausgezeichnet.

### Regelmäßige Veranstaltungen
Die Kirmes wird am zweiten Sonntag im September gefeiert.

## Infrastruktur

### Verkehr

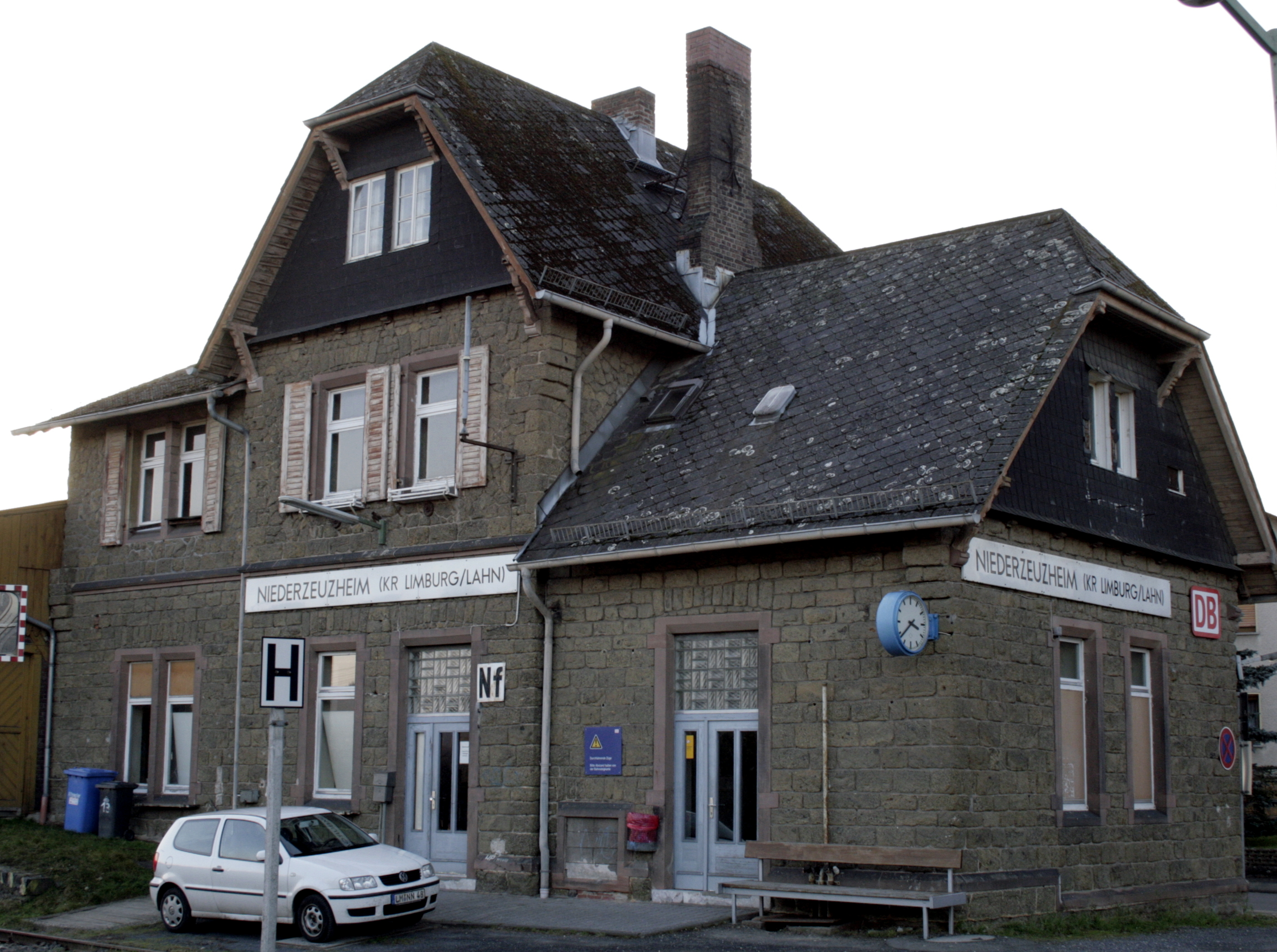
Bahnhof

Niederzeuzheim verfügt über einen Bahnhof an der Oberwesterwaldbahn, an welchem die Regionalzüge der Linie RB90 (Westerwald-Sieg-Bahn) der Hessischen Landesbahn, Bereich Dreiländerbahn verkehren.

### Sicherheit
Seit dem Jahr 1921 sorgt die Freiwillige Feuerwehr Niederzeuzheim (ab 1. Januar 1970 mit Jugendfeuerwehr und ab 4. April 2009 mit Kinderfeuerwehr) für den abwehrenden Brandschutz und die allgemeine Hilfe in diesem Ort.

## Persönlichkeiten
- Hans Günther Bastian (1944–2011), Musikpädagoge
- Franz Stähler (1956–2018), Bildhauer